# Komlóska
Komlóska is een plaats (község) en gemeente in het Hongaarse comitaat Borsod-Abaúj-Zemplén. Komlóska telt 321 inwoners (2001).